# Nyctophilus nebulosus
Nyctophilus nebulosus is een vleermuis uit het geslacht Nyctophilus die voorkomt in regenwoud op Mount Koghis bij Nouméa op Nieuw-Caledonië en mogelijk ook in andere delen van het eiland. De soort is het nauwst verwant aan de Australische soort Nyctophilus gouldii, zodat het waarschijnlijk is dat de voorouders van N. nebulosus uit Australië komen. N. nebulosus wordt bedreigd door vernietiging van zijn habitat (bergregenwoud). De soortaanduiding nebulosus verwijst zowel naar de nevelige wouden van Mount Koghis als naar de ietwat nevelige (Engels nebulous) kenmerken die de soort van andere soorten onderscheiden. Deze soort is bekend van drie exemplaren die in 1990 en 1991 zijn gevangen en een beschadigd exemplaar dat in 1897 is gevangen. Een van de drie nieuwere exemplaren is een mannetje; de overige drie zijn vrouwtjes. Deze soort is niet opgenomen in de Rode Lijst van de IUCN, maar volgens de beschrijver is hij "kwetsbaar" (VU).
Nyctophilus nebulosus is een middelgrote soort. Achter het neusblad zit een vrij grote knobbel. De oren worden verbonden door een 5 tot 6 mm hoog membraan. De oren, vleugels en snuit zijn donker grijsbruin. Bij mannetjes is de vacht grotendeels roodbruin, terwijl vrouwtjes chocoladebruin zijn. De kop-romplengte bedraagt 52,9 tot 54,9 mm, de staartlengte 48,7 tot 50,2 mm, de oorlengte 24,5 tot 27,3 mm, de lengte van de tragus 7,4 tot 7,5 mm, de lengte van de achterpoot 20,4 tot 21,9 mm en het gewicht 9,4 tot 12 g.